# Grangeville
Grangeville és una ciutat dels Estats Units a l'estat d'Idaho. Segons el cens del 2000 tenia 3.228 habitants.

## Demografia
Segons el cens del 2000, Grangeville tenia 3.228 habitants, 1.333 habitatges, i 857 famílies. La densitat de població era de 916,4 habitants/km².
Dels 1.333 habitatges en un 31,2% hi vivien nens de menys de 18 anys, en un 52,1% hi vivien parelles casades, en un 9,1% dones solteres, i en un 35,7% no eren unitats familiars. En el 32,5% dels habitatges hi vivien persones soles el 15,2% de les quals corresponia a persones de 65 anys o més que vivien soles. El nombre mitjà de persones vivint en cada habitatge era de 2,34 i el nombre mitjà de persones que vivien en cada família era de 2,96.
Per edats la població es repartia de la següent manera: un 25,8% tenia menys de 18 anys, un 5,6% entre 18 i 24, un 24% entre 25 i 44, un 24,3% de 45 a 60 i un 20,3% 65 anys o més.
L'edat mediana era de 42 anys. Per cada 100 dones de 18 o més anys hi havia 83,1 homes.
La renda mediana per habitatge era de 27.984 $ i la renda mediana per família de 34.625 $. Els homes tenien una renda mediana de 27.369 $ mentre que les dones 16.179 $. La renda per capita de la població era de 14.774 $. Aproximadament el 10,6% de les famílies i el 13,6% de la població estaven per davall del llindar de pobresa.

## Poblacions més properes
El següent diagrama mostra les poblacions més properes.